# Purpuradusta gracilis
Purpuradusta gracilis is een slakkensoort uit de familie van de Cypraeidae. De wetenschappelijke naam van de soort is voor het eerst geldig gepubliceerd in 1849 door Gaskoin.